# Палеолит Африки
В настоящее время Африка считается наиболее вероятной прародиной человечества, откуда происходило две волны миграции современных людей 120 и 60 тыс. лет назад. 
Именно в Африке зарождается самая первая в мире материальная Олдувайская культура (2 млн. лет назад), которая затем сменяется ашельской культурой. Существует версия, что переход к ашельской культуре (1,7 млн лет назад) означал переход к охотничьему хозяйству, тогда как ранние "олдувайцы" могли быть падальщиками - симбиотами махайродов
Примечательно, что создателями первых культур каменного века (нижний палеолит) были даже не люди современного вида, а их предки (парантропы, австралопитеки, хабилисы, эректусы). 
Появление людей современного вида делит палеолит на нижний и верхний. Одним из ранних представителей людей современного вида считается Идалту (Херто), возраст которого насчитывает 160 тыс лет. Если европейский средний палеолит был представлен мустьерской культурой и неандертальцами, то в Африке этот период (en:Middle Stone Age, MSA) был иным хотя бы потому, что здесь уже существовали сапиенсы или их предшественники (Homo helmei). В этот период (75 тыс. лет назад) люди начали украшать себя бусами из раковин, каменные наконечники копий и геометрические рисунки (Бломбос), в том числе и на скорлупе яиц страуса (Дипклоф). Технологию лука и стрел освоили народы как Северной (Атерийская культура), так и Южной Африки (Сибуду). 
Европейскому верхнему палеолиту соответствует африканский поздний каменный век (en:Late Stone Age, LSA), который начался 50 тыс. лет назад. Часто этот период ассоциируют с доминацией прото-бушменских племен в Южной и Центральной Африке. В Северной Африке в это время была распространена Хормусская культура. Обычно Африка ассоциируется с негроидной расой. Однако скелет взрослого мужчины Олдувай OH 1 (Танзания) возрастом 17 тыс лет был совсем не типичен для негроидной расы, имея узкий выступающий нос и выступающую челюсть. Этот антропотип ассоциируют с восточноафриканской расой, у которой европеоидные черты соединяются с темной пигментацией. Самые старейшие останки представители негроидной расы (высокий рост, долихоцефалия, прогнатизм, широкое лицо и широкий нос) насчитывают 6 тыс. лет и происходят из региона Западной Африки (Мали)